# Plaza de los Héroes (Viena)

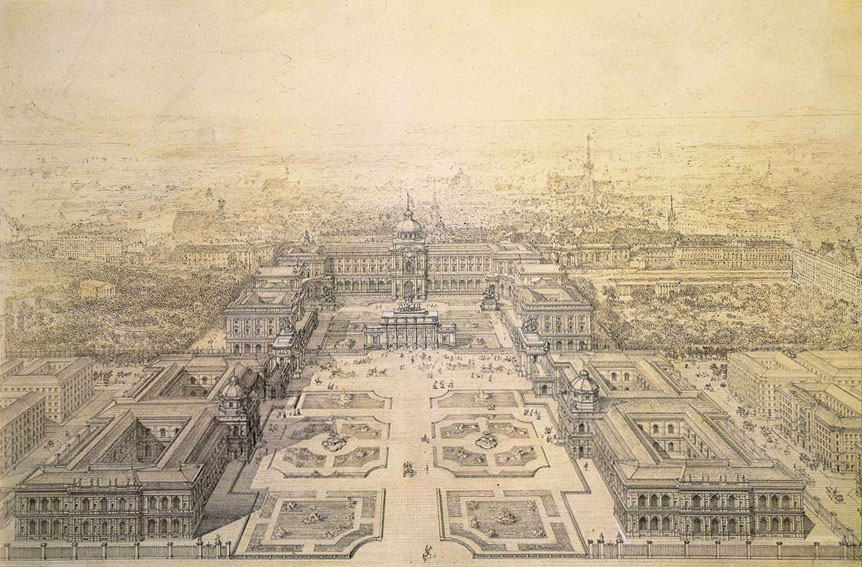
Una impresión de los planos del Kaiserforum por Gottfried Semper, en 1870.

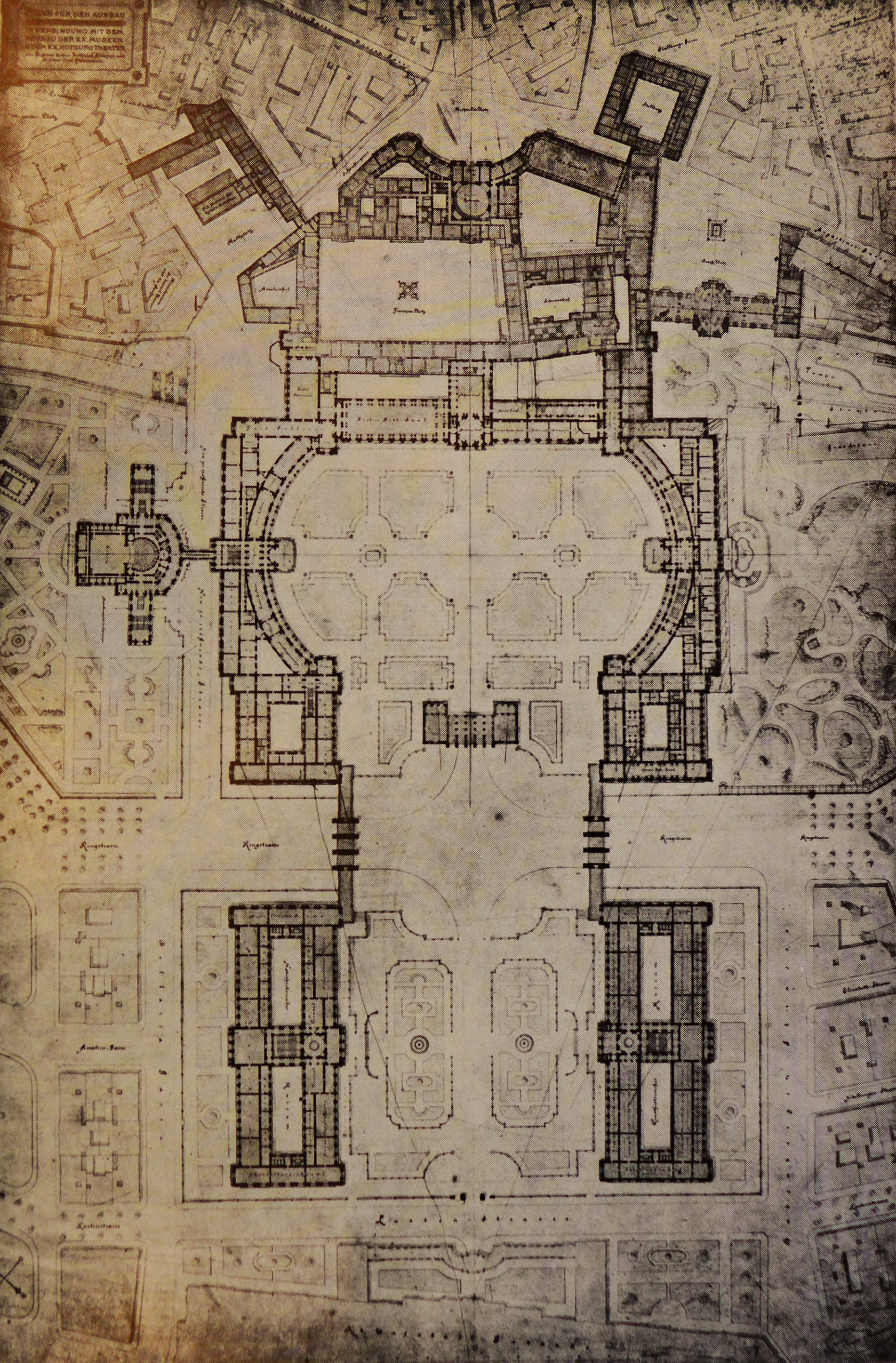
Gottfried Semper, plano del Foro Imperial 1869. En este plano, el Burgtheater se planificó en el Volksgarten y se conectó con el foro.

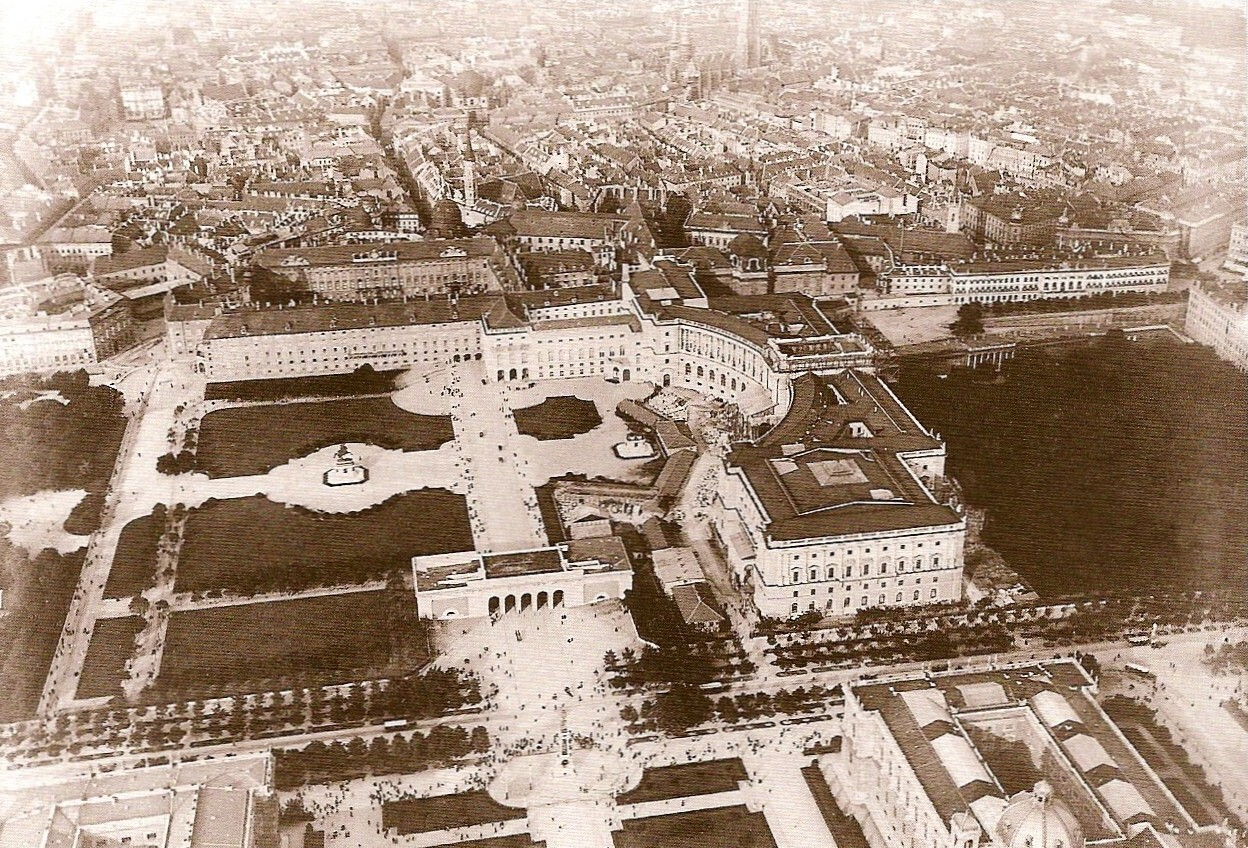
La plaza de los Héroes, en una vista aérea, en 1900.

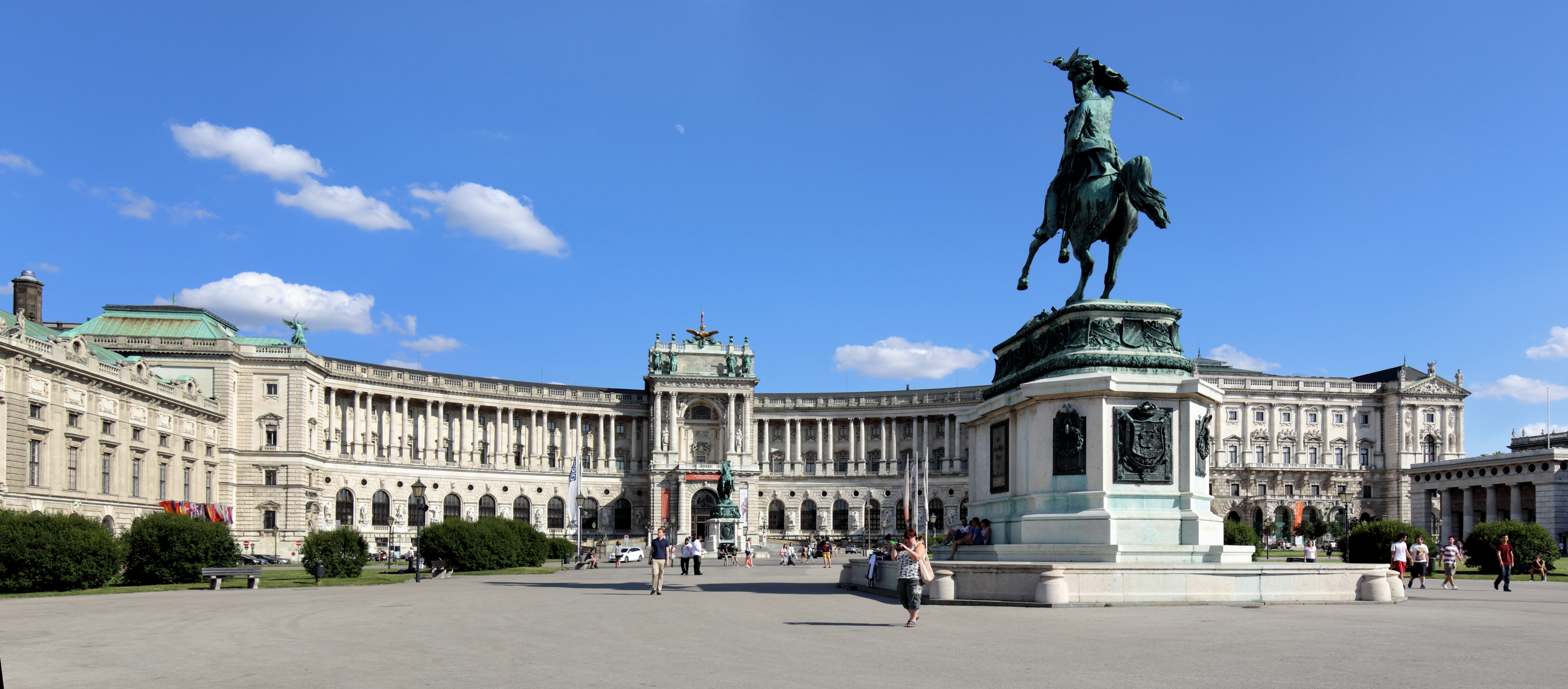
Estatua del archiduque Carlos de Austria-Teschen en la plaza de los Héroes.

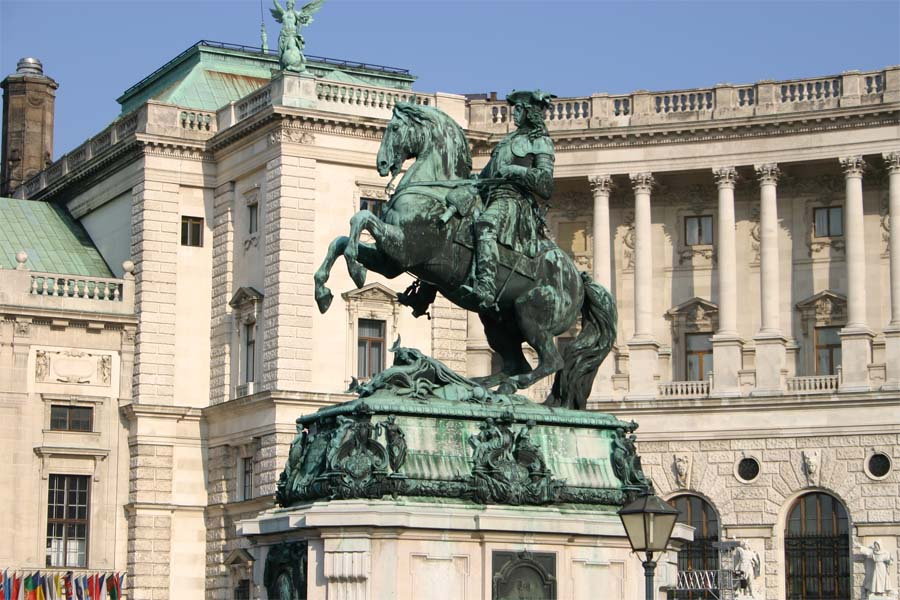
Monumento al príncipe Eugenio de Saboya en la plaza de los Héroes.

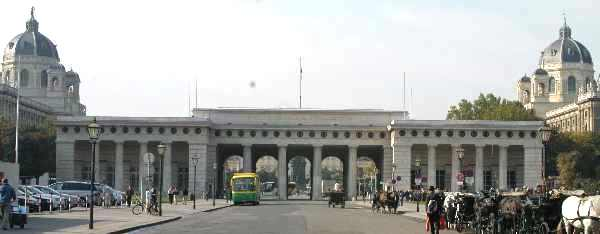
La Puerta exterior que da al Heldenplatz.

La plaza de los Héroes o Heldenplatz es una histórica plaza en el centro de Viena. Situado en el barrio de Innere Stadt, el presidente de Austria reside en el ala contigua Hofburg, mientras que el Canciller Federal está en el adyacente Ballhausplatz.
Muchos hechos históricos de importancia tuvieron como escenario este lugar, siendo el más notorio el anuncio de Adolf Hitler sobre la anexión de Austria al Tercer Reich en 1938.

## Historia
Después de la guerra napoleónica de la quinta coalición, la derrota de Austria en la batalla de Wagram de 1809 y el tratado de Schönbrunn, los bastiones restantes del Palacio Hofburg fueron menospreciados y reemplazados por una cortina en el muro en la —todavía preservada— Outer puerta del castillo (Äußeres Burgtor). Dentro de las murallas de Hofburg, varias plazas y jardines fueron diseñados, incluyendo el parque público Volksgarten.

## La plaza
La plaza de los Héroes está contigua y formando parte del complejo del Palacio imperial Hofburg y fue construida bajo el reinado del emperador Francisco José, como parte de lo que llegaría a ser el Kaiserforum (foro imperial), el cual, sin embargo, nunca fue completado. Desde 1864 en adelante, renombrados arquitectos como Carlos von Hasenauer, Theophil Hansen y Heinrich von Ferstel compitieron presentando sus borradores, siendo sustituidos por Gottfried Semper en 1869.
En el noreste, limita con el ala de Leopoldo del Hofburg, en el sudeste por el Neue Hofburg (Nueva Ciudad Imperial), y en el sudoeste con la Ringstraße (Vía circular), de la cual está separada por el Äußeres Burgtor (Puerta exterior del palacio). La construcción comenzó en 1871 y desde 1881 se erigió la Neue Burg Wing. Cuando el trabajo de los albañiles cesó en 1913, la parte del noroeste en el parque Volksgarten quedó sin terminar, donde no hay edificios, ofrece una vista panorámica de la Ringstraße con el Parlamento austriaco, el Ayuntamiento y el Burgtheater (Teatro Imperial).
Contiguo a la plaza, se encuentra otro gran espacio urbano, la plaza María Teresa o plaza de los museos, flanqueada por los edificios gemelos del Kunsthistorisches Museum (Museo de Historia del arte de Viena) y el Museo de Historia natural.

## Héroes
En la plaza se alzan dos estatuas ecuestres representando al príncipe Eugenio de Saboya y al archiduque Carlos de Austria, quienes son recordados como grandes jefes militares. Diseñadas por Antonio Dominik Fernkorn con zócalos de Eduard van der Nüll. La estatua del Archiduque Carlos de Austria, inspirada en una popular pintura de Johann Peter Krafft, fue inaugurada en 1860. Se suponía que debía glorificar a la dinastía de los Habsburgo como a los grandes líderes militares de Austria, a pesar de que acababa de sufrir una sangrienta aplastante derrota en la batalla de Solferino. La segunda estatua del príncipe Eugenio de Saboya que fue inaugurada en 1865, un año antes de la derrota de Austria en la batalla de Sadowa.
Cuando se desmantelaron los muros de la fortificación, la puerta en el lado sur permaneció en pie. Erigida en 1824 por Pedro Nobile conforme a los planos diseñados por Luigi Cagnola, e inaugurado por el emperador Francisco I de Austria en el honor de los veteranos de las guerras napoleónicas; y fue reconstruido como un memorial de guerra en 1933-1934 y alberga una tumba del soldado desconocido.
La Ballhausplatz (Plaza de Ballhaus) está conectada con la Plaza de los Héroes y se encuentra entre el ala Leopoldina y la Cancillería Federal. Este último fue diseñado por Johann Lukas von Hildebrandt y ha sido un lugar político central desde finales del siglo XVIII.
Después de la pérdida de la Primera Guerra Mundial, el colapso de la doble monarquía austro-húngara bajo el gobierno de la dinastía Habsburgo-Lorena y la fundación de la Primera República de Austria, Heldenplatz sirvió como lugar de reunión para todos los campos políticos y como lugar de desfile. terreno para el ejército austríaco. Dentro de la puerta del castillo se creó un "monumento al héroe" con el águila bicéfala de los Habsburgo en memoria de todas las batallas de Austria, que fue inaugurado ceremoniosamente por el presidente federal Wilhelm Miklas, el 9 de septiembre de 1934. El balcón del Nuevo Hofburg se utilizó como plataforma para oradores políticos en ocasiones oficiales a partir de 1935 bajo el canciller Kurt Schuschnigg.

### En la actualidad
Dado que el edificio del parlamento se renovará entre 2017 a 2022, se construyeron dos pabellones temporales en la plaza de los Héroes. Proporcionan espacio para oficinas y relaciones públicas. Los trabajos de excavación contaron con la colaboración de arqueólogos y los restos de la puerta del castillo fueron desenterrados en el verano de 2016. Está previsto que los edificios se retiren nuevamente para el verano de 2023.

## Literatura
A pesar de que la plaza ha sido usada para muchos eventos y ocasiones, la repercusión histórica del discurso de Hitler sigue siendo muy fuerte para el público. Esta es también la razón por la que la plaza de los Héroes ha sido el tema de muchas obras literarias, la más famosa de ellas la de Thomas Bernhard, Heldenplatz (1988) y un poema de Ernst Jandl llamado Wien: Heldenplatz (Viena: Plaza de los Héroes) (1962).